# Église-Neuve-d’Issac
Eglise-Neuve-d’Issac – miejscowość i gmina we Francji, w regionie Nowa Akwitania, w departamencie Dordogne.
Według danych na rok 1990 gminę zamieszkiwało 115 osób, a gęstość zaludnienia wynosiła 7 osób/km² (wśród 2290 gmin Akwitanii Eglise-Neuve-d’Issac plasuje się na 1061. miejscu pod względem liczby ludności, natomiast pod względem powierzchni na miejscu 682.).